# Hittepetit
Hittepetit is een benaming in het Nederlands voor een klein bedrijvig persoon van het vrouwelijk geslacht. Het kan een jongedame zijn die assertief en toch wel positief ervaren overkomt, maar ook een vrouw die druk-druk-druk is. Truus de Mier, een personage uit De Fabeltjeskrant, voldoet volgens sommigen ook aan deze definitie.
Het woord werd in 1855-1856 behandeld in het tijdschrift De Navorscher, waar geconcludeerd werd dat het woord te maken had met 'hit' of 'hitje' in de betekenis Hitlands paard(je) en de toevoeging 'petit' zou een rijmende verlenging zijn. De definitie was 'een vrouw of meisje, klein van persoon, die altijd in beweging is en gedurig heen en weer draaft'.
In 1921 kwam de revue Hittepetit op de planken, met tekst van Sam Trip en muziek van Chris van Dinteren. Het vrolijke kermisspel gaat over een meisje uit Marken dat de liefde als een spel zag, maar uiteindelijk toch trouwde met haar Janus. De revue werd populair, maar het gelijknamige liedje uit het toneelstuk werd een regelrechte hit: Hittepetit is van alle meisjes/ zeker de liefste die ik ken. Het werd gezongen door onder anderen de cabaretier Eduard Jacobs. Het meisje Hittepetit was als sympathieke wildebras overbekend in het Nederland van de jaren twintig, getuige bijvoorbeeld het reisje naar Weesp 'In de lange tram' dat Carry van Bruggen beschreef in haar krantenrubriek 'Van het Platteland'.